# ONCF E 1000
 (mai 2012).
Si vous disposez d'ouvrages ou d'articles de référence ou si vous connaissez des sites web de qualité traitant du thème abordé ici, merci de compléter l'article en donnant les références utiles à sa vérifiabilité et en les liant à la section « Notes et références ».
Après l'échec relatif des E 900 Alsthom, l'ONCF décide de diversifier ses approvisionnements et se tourne vers la Pologne, qui dispose d'un réseau électrifié en 3000 volts et a une certaine experience en ce domaine. Depuis 1971, les PKP mettent en service de puissantes locomotives pour trains de marchandises, les ET 22. C'est ce modèle qui est retenu par les dirigeants marocains, et fournis par l'intermédiaire du consortium Kolmex.

## Conception
Les E 1000 constituent une version export des ET 22 des PKP, désignées comme type 201 E (ou 210 Es ?) par le constructeur. Elles diffèrent du modèle polonais par un toit plus bas (pour des raisons de gabarit) et par la suppression des vitres latérales de cabines.

## Service
Engagées sur l'ensemble du réseau lors de leur livraison, elles permettent d'évincer les séries plus anciennes datant des origines et connaissent une courte periode de gloire en tête des trains nobles du réseau. Elles commencent à reculer avec l'arrivée des japonaises. Les premières réformes interviennent dans les années 1990. Ce sont alors les plus vieilles locomotives électriques de l'ONCF, ce qui n'est pas bon signe. En 2003, il en reste encore six qui n'assurent plus qu'un service local de marchandises entre Marrakech et Safi et entre Casablanca et une papeterie située entre Kénitra et Sidi Kacem. À la fin de l'année, les E 1003, 1018 et 1021 sont rachetées par l'opérateur privé polonais Chem Trans Logistics. Débarquées à Gdynia en décembre, elles sont expédiées aux ateliers ZNTK pour rénovation le 16 février 2004.
Ces machines ont été réformées.